# Max Schürer von Waldheim
Ernst Wilhelm Maximilian "Max" Schürer von Waldheim, född 6 maj 1872 på Mellingeholm i Frötuna socken, död 28 december 1948 i Stockholm, var en svensk militär och författare.
Max Schürer von Waldheim var son till godsägaren Johan Vilhelm Schürer von Waldheim. Han avlade mogenhetsexamen 1891 och blev filosofie kandidat vid Uppsala universitet 1895. Samma år blev han intendentsaspirant och utnämndes 1898 till intendent i Intendenturkåren. Han var regementsintendent vid Västerbottens regemente 1899–1904 och vid Skånska husarregementet 1904–1917 samt intendent vid Garnisonssjukhuset i Stockholm 1917-1919 och vid Arméns intendenturförråd i Karlsborg 1919–1920. 1920–1930 var han Intendenturkårens bibliotekarie. Schürer von Waldheim utnämndes 1927 till major i armén och inträdde 1930 i Intendenturkårens reserv. Schürer von Waldheim nedlade ett stort arbete inom djurskyddet, han var vice ordförande i Hälsingborgs djurskyddsförening 1905–1910 och ordförande där 1911–1917, och i De svenska djurskyddsföreningarnas centralförbund (från 1939 Sveriges djurskyddsföreningars riksförbund) var han styrelseledamot från 1918 till sin död, varav som andre vice ordförande 1938–1939, 1941–1942 och 1945 samt sekreterare och byråföreståndare 1934–1945. Han utgav bland annat Prins Maximilian Emanuel av Württemberg (1913) och Skånska kavalleriregementet 1658–1928 (1928). Schürer von Waldheim, som var en intresserad Karl XII-forskare, överlämnade 1945 över 2 000 skrifter ur sin Karl XII-samling till Uppsala universitetsbibliotek.